# Палау на Летњим олимпијским играма 2008.
Палау је на Олимпијским играма у Пекингу 2008. учествовао трећи пут.
Палау је представљало петоро спортиста (3 мушкарца и 2 жене) у три појединачна спорта. Најбољи пласман је остварио Флориан Скиланг Теменгил освојивши 16. место у рвању.
Олимпијски тим Палауа је остао у групи екипа које нису освојиле ниједну медаљу.
Заставу Палауа на свечаном отварању Олимпијских игара 2008. носио је рвач Елгин Лорен Елваис. Најстарији представник Палауа на овим играма је била атлетичарка Пеориа Кошиба са 29 година, а најмлађа пливачица Амбер Јобех са 17 година.

## Учесници по дисциплинама
| Спорт     | Мушкарци | Жене | Укупно |
| --------- | -------- | ---- | ------ |
| Атлетика  | 1        | 1    | 2      |
| Пливање   | 0        | 1    | 1      |
| Рвање     | 2        | 0    | 2      |
| Укупно(3) | 3        | 2    | 5      |

## Атлетика

### Мушкарци
| Атлетичар      | Дисциплина | Група    | Група      | Четвртфинале     | Четвртфинале     | Полуфинале       | Полуфинале       | Финале           | Финале | Детаљи |
| Атлетичар      | Дисциплина | Резултат | Место      | Резултат         | Место            | Резултат         | Место            | Резултат         | Место  | Детаљи |
| -------------- | ---------- | -------- | ---------- | ---------------- | ---------------- | ---------------- | ---------------- | ---------------- | ------ | ------ |
| Џеси Тамангроу | 100 м      | 11,38 ЛР | 7 у гр. 7. | Није се пласирао | Није се пласирао | Није се пласирао | Није се пласирао | Није се пласирао | 67/80  |        |

### Жене
| Атлетичар     | Дисциплина | Група    | Група      | Четвртфинале      | Четвртфинале      | Полуфинале        | Полуфинале        | Финале            | Финале | Детаљи |
| Атлетичар     | Дисциплина | Резултат | Место      | Резултат          | Место             | Резултат          | Место             | Резултат          | Место  | Детаљи |
| ------------- | ---------- | -------- | ---------- | ----------------- | ----------------- | ----------------- | ----------------- | ----------------- | ------ | ------ |
| Пеориа Кошиба | 100 м      | 13,18    | 8 у гр. 1. | Није се пласирала | Није се пласирала | Није се пласирала | Није се пласирала | Није се пласирала | 74/85  |        |

## Пливање

### Жене
| Пливач      | Дисциплина    | Група | Група     | Полуфинале        | Полуфинале        | Финале            | Финале  | Детаљи |
| Пливач      | Дисциплина    | Време | Пласман   | Време             | Пласман           | Време             | Пласман | Детаљи |
| ----------- | ------------- | ----- | --------- | ----------------- | ----------------- | ----------------- | ------- | ------ |
| Амбер Јобех | 50 м слободно | 30,00 | 3 у гр. 3 | Није се пласирала | Није се пласирала | Није се пласирала | 71/90   |        |

## Рвање

### Мушкарци, грчко-римски стил
| Рвач         | Дисциплина | Квалификације      | Осмина финала                        | Четвртфинале       | Полуфинале         | 1. коло репесажа   | 2. коло репесажа   | Финале             | Финале | Детаљи |
| Рвач         | Дисциплина | Противник Резултат | Противник Резултат                   | Противник Резултат | Противник Резултат | Противник Резултат | Противник Резултат | Противник Резултат | Место  | Детаљи |
| ------------ | ---------- | ------------------ | ------------------------------------ | ------------------ | ------------------ | ------------------ | ------------------ | ------------------ | ------ | ------ |
| Елгин Елваис | -55 кг     |                    | Хамид Суријан (IRI) · пораз 0:8, 0:6 | Није се пласирао   | Није се пласирао   | Није се пласирао   | Није се пласирао   | Није се пласирао   | 19/19  |        |

### Мушкарци, Слободни стил
| Рвач                     | Дисциплина | Квалификације      | Осмина финала                    | Четвртфинале       | Полуфинале         | 1. коло репесажа   | 2. коло репесажа   | Финале             | Финале | Детаљи |
| Рвач                     | Дисциплина | Противник Резултат | Противник Резултат               | Противник Резултат | Противник Резултат | Противник Резултат | Противник Резултат | Противник Резултат | Место  | Детаљи |
| ------------------------ | ---------- | ------------------ | -------------------------------- | ------------------ | ------------------ | ------------------ | ------------------ | ------------------ | ------ | ------ |
| Флориан Скиланг Теменгил | 120 кг     |                    | Ото Аубели (HUN) · пораз 0:6 1:7 | Није се пласирао   | Није се пласирао   | Није се пласирао   | Није се пласирао   | Није се пласирао   | 16/20  |        |